# Powiat świdnicki (województwo lubelskie)
Powiat świdnicki – powiat w Polsce (województwo lubelskie), utworzony w 1999 roku w ramach reformy administracyjnej. Jego siedzibą jest miasto Świdnik.
W skład powiatu wchodzą:
- gminy miejskie: Świdnik
- gminy miejsko-wiejskie: Piaski
- gminy wiejskie: Mełgiew, Rybczewice, Trawniki
- miasta: Świdnik, Piaski

1 stycznia 2002 do powiatu świdnickiego miała być włączona gmina Fajsławice z powiatu krasnostawskiego. O ostatecznym pozostawieniu gminy w powiecie krasnostawskim zadecydowały głównie opinie i stanowiska: wojewody lubelskiego, Sejmiku Województwa Lubelskiego, Rady Powiatu Krasnostawskiego oraz nadesłane w grudniu 2001 r. podpisy 1238 osób z poszczególnych sołectw gminy Fajsławice.

## Demografia
Liczba ludności (dane z 30 czerwca 2014):
|        | Ogółem | Ogółem | Kobiety | Kobiety | Mężczyźni | Mężczyźni |
| osób   | %      | osób   | %       | osób    | %         |           |
| ------ | ------ | ------ | ------- | ------- | --------- | --------- |
| Ogółem | 72 829 | 100    | 37 807  | 51,91   | 35 022    | 48,09     |
| Miasto | 42 827 | 58,80  | 22 432  | 30,80   | 20 395    | 28,00     |
| Wieś   | 30 002 | 41,20  | 15 375  | 21,11   | 14 627    | 20,08     |

▶Wieś vs ▶miasto
Ogółem (▶k, ▶m)
Miasto (▶k, ▶m)
Wieś (▶k, ▶m)

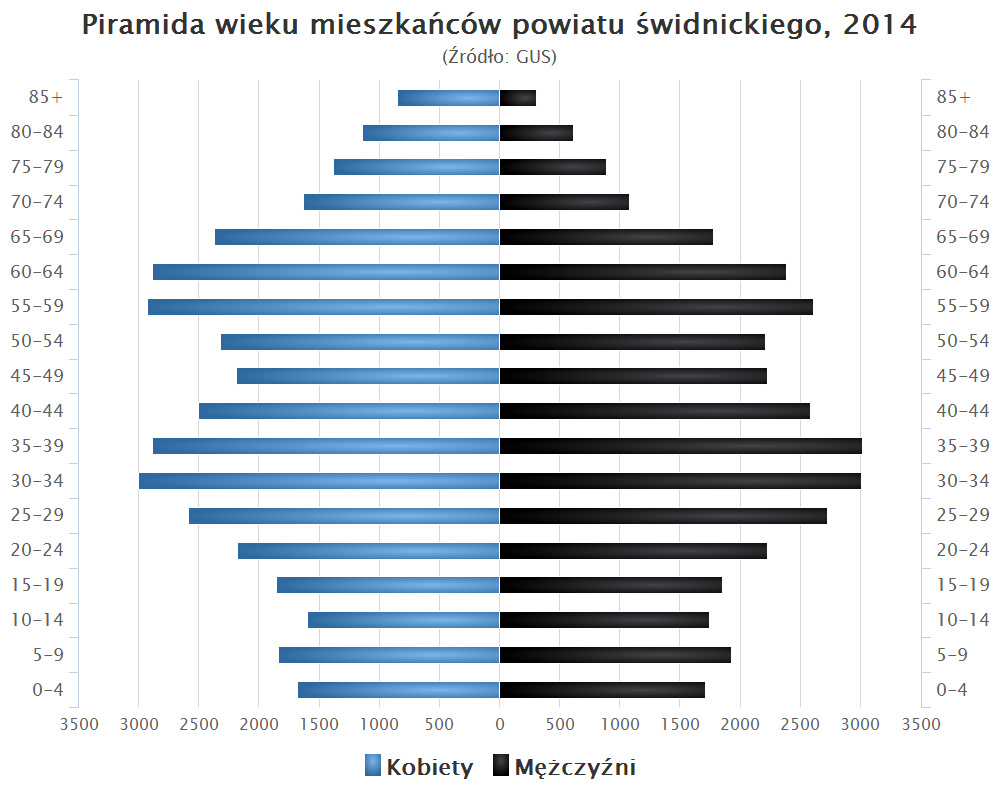
Piramida wieku mieszkańców powiatu świdnickiego w 2014 roku

Według danych z 31 grudnia 2019 roku powiat zamieszkiwało 71 840 osób. Natomiast według danych z 30 czerwca 2020 roku powiat zamieszkiwało 71 739 osób.

## Gospodarka
W końcu września 2019 liczba zarejestrowanych bezrobotnych w powiecie obejmowała ok. 2,2 tys. mieszkańców, co stanowi stopę bezrobocia na poziomie 8,4% do aktywnych zawodowo.

## Starostowie świdniccy
Na podstawie źródła:
- Wiesław Jaworski (1 stycznia 1999 – 30 października 1999)
- Ignacy Jędryczek (23 listopada 1999 – 18 listopada 2002)
- Mirosław Król (18 listopada 2002 – 1 grudnia 2014)
- Dariusz Kołodziejczyk (1 grudnia 2014 – 22 listopada 2018)
- Łukasz Reszka (22 listopada 2018 – 9 maja 2024)
- Waldemar Jakson (9 maja 2024 – nadal)

## Sąsiednie powiaty
- Lublin (miasto na prawach powiatu)
- powiat lubelski
- powiat krasnostawski
- powiat łęczyński
- powiat chełmski